# Les Maffiosi
Pour plus de détails, voir Fiche technique et Distribution.
Les Maffiosi (La violenza: quinto potere) est un film italien de Florestano Vancini sorti en 1972.

## Synopsis
La construction d'un barrage en Sicile aiguise des ambitions et les appétits carnassiers parmi les réseaux criminels locaux. Tout cela résulte rapidement en un conflit ouvert entre deux bandes mafieuses soutenant deux firmes différentes. L'une est dirigée par le constructeur Barresi, qui aspire à obtenir le contrat pour les travaux, et l'autre par l'ingénieur Crupi, un riche propriétaire terrien qui perdrait ses plantations d'agrumes en cas d'achèvement du projet. Après une longue série de meurtres dont sont victimes non seulement des membres des bandes rivales mais aussi de nombreux innocents, un procès se conclut par la désignation d'accusés comme membres majeurs et mineurs des deux organisations mafieuses. Sur les deux seuls accusés qui ont décidé d'avouer, l'un s'est suicidé en prison et l'autre passe pour un dément. Ainsi, seuls deux personnages mineurs paient pour tous les autres, qui sont acquittés.

## Fiche technique
- Titre français : Les Maffiosi ou La Violence[1]
- Titre original italien : La violenza: quinto potere ou Commissione palamentare d'inchiesta sl fenomeno della mafia in Sicilia[2]
- Réalisation : Florestano Vancini
- Scénario : Massimo Felisatti, Fabio Pittorru (it), Florestano Vancini, Arduino Maiuri (it), Massimo De Rita d'après la pièce de théâtre La violenza de Giuseppe Fava
- Photographie : Antonio Secchi (it)
- Montage : Tatiana Casini Morigi (it)
- Musique : Ennio Morricone
- Décors : Luciano Puccini (it)
- Costumes : Silvana Pantani
- Maquillage : Lamberto Marini
- Production : Dino De Laurentiis, Bruno Todini
- Sociétés de production : Dino De Laurentiis Cinematografica
- Pays de production :  Italie
- Langues originales : italien
- Format : Couleur • 2,35:1 • Son mono • 35 mm
- Durée : 95 minutes (1 h 35)
- Genre : Poliziottesco
- Dates de sortie :
  - Italie : 3 février 1972
  - France : 2 juin 1976[1]
- Affiche : Michel Landi (France)

## Distribution
- Enrico Maria Salerno : Le procureur général
- Gastone Moschin : L'avocat Colonnesi
- Riccardo Cucciolla : Professeur Salemi
- Aldo Giuffré : Giuseppe Salemi
- Ferruccio De Ceresa (it) : sénateur
- Ciccio Ingrassia : Ferdinando Giacalone
- Michele Abruzzo : Zaccaria
- Mario Adorf : Amedeo Barrese
- Alessandro Sperlì (it) : Giovanni Savoca
- Turi Ferro : Juge Nicola Altofascio
- Mariangela Melato : Rosaria Licata
- Julien Guiomar : Commissaire Golino
- Jeannie Elias : La secrétaire de Walter
- Guido Leontini : Vacirca
- Guido Celano : Un témoin
- Michele Gammino (it) : M. Licata
- Silvia Dionisio : Une fille de Giacalone